# Protein dự trữ
Protein dự trữ đóng vai trò là nguồn dự trữ sinh học các ion kim loại và amino acid, được sử dụng bởi các sinh vật. Chúng được tìm thấy trong hạt giống cây, lòng trắng trứng và sữa.
Ferritin là một ví dụ về protein dự trữ chứa sắt. Sắt là một thành phần của hem, được chứa trong protein vận chuyển, hemoglobin và trong sắc tố tế bào.
Một số protein lưu trữ amino acid. Các amino acid lưu trữ protein được sử dụng trong sự phát triển phôi của động vật hoặc thực vật.  Hai protein lưu trữ amino acid ở động vật là casein và anbumin.
Hạt giống, đặc biệt là cây họ đậu, chứa nồng độ protein lưu trữ cao. Có tới 25% trọng lượng khô của hạt có thể được tạo thành từ protein lưu trữ. Protein dự trữ được biết đến nhiều nhất trong lúa mì là prolamin gliadin, một thành phần của gluten.